# Градина (футбольный клуб)
«Градина» (хорв. Nogometni Klub Gradina) ― футбольный клуб из Боснии и Герцеговины, базируется в городе Сребреник, клуб был основан в 1953 году и в настоящее время играет в Премьер-лиге Боснии и Герцеговины.
Клуб принимает гостей на стадионе «Градский», вмещающем 5 000 зрителей. В высшей лиге «Градина» играла в конце 90-х годов 20-го века, когда чемпионат Боснии и Герцеговины был разделён на хорватскую и мусульманскую лиги. Лучшим достижением «Градины» в мусульманской лиге, является 6-е место в сезоне 1997/98. После объединения чемпионата клуб выступал во втором по силе дивизионе, победив в котором в сезоне 2011/12, добился права выступать в Премьер-лиге Боснии и Герцеговины.

## Достижения
- Победитель Первой лиги Боснии и Герцеговины (1): 2012

## Известные игроки
- Самир Бекрич
- Экрем Брадарич
- Амир Хамзич
- Црногорац Градимир